# 樹木園下水道棧橋
樹木園下水道棧橋（英語：Arboretum Sewer Trestle），又稱樹木園輸水管道（英語：Arboretum Aqueduct），是美國華盛頓州西雅圖市内一座历史性的栈桥，並在1982年被國家史蹟名錄收錄（ID#82004229）。它也是西雅圖的城市地標之一（ID#106070）。

## 事故
在2008年4月16日，有一辆持牌巴士在運载加菲高中女子垒球队时误坠栈桥，使数名乘客受伤，以及使巴士车頂裂开。

## 外部連結
- 國家歷史名勝名錄的文章 （页面存档备份，存于）